# リアリティ・チェックポイント

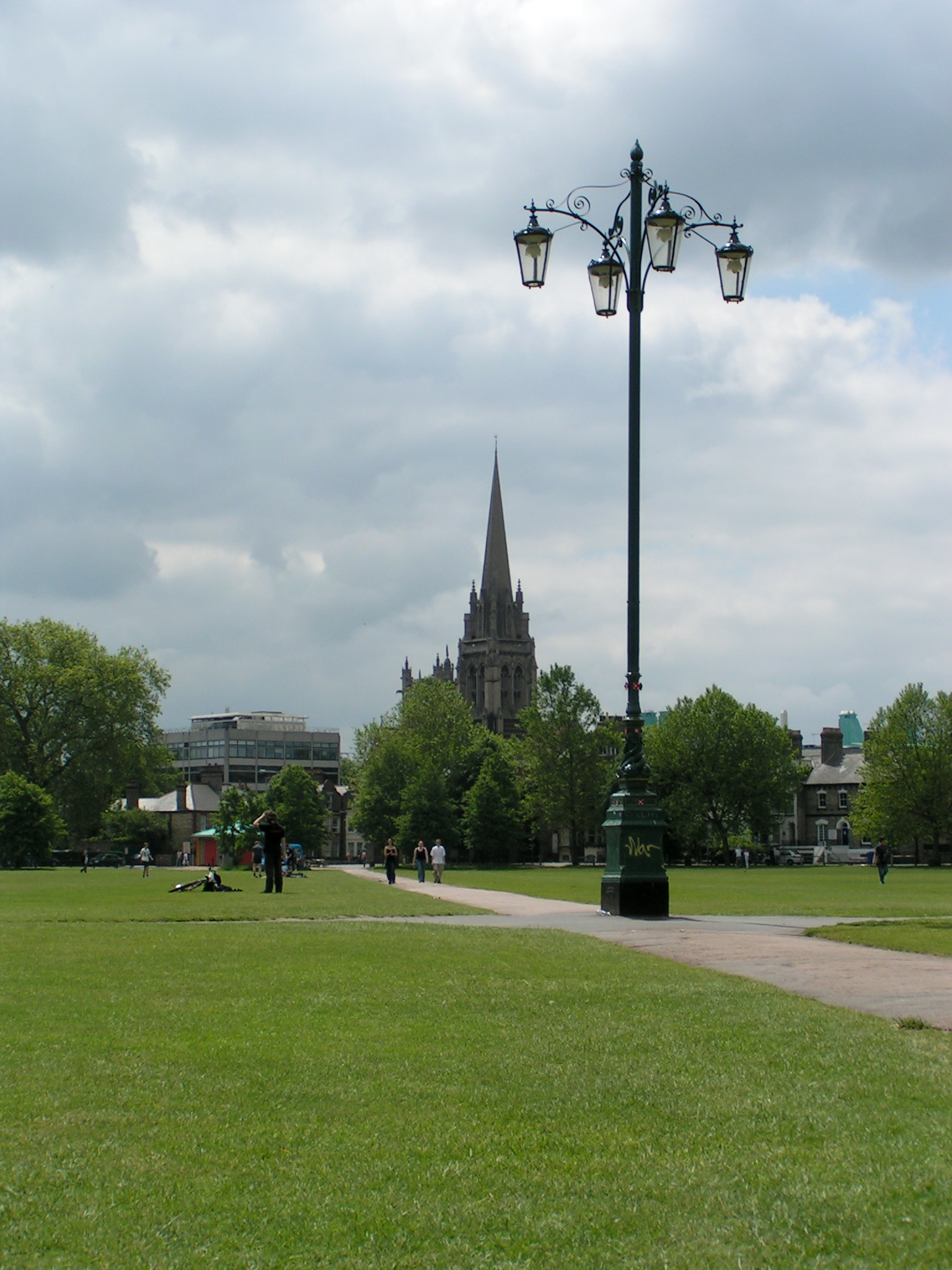
リアリティ・チェックポイント

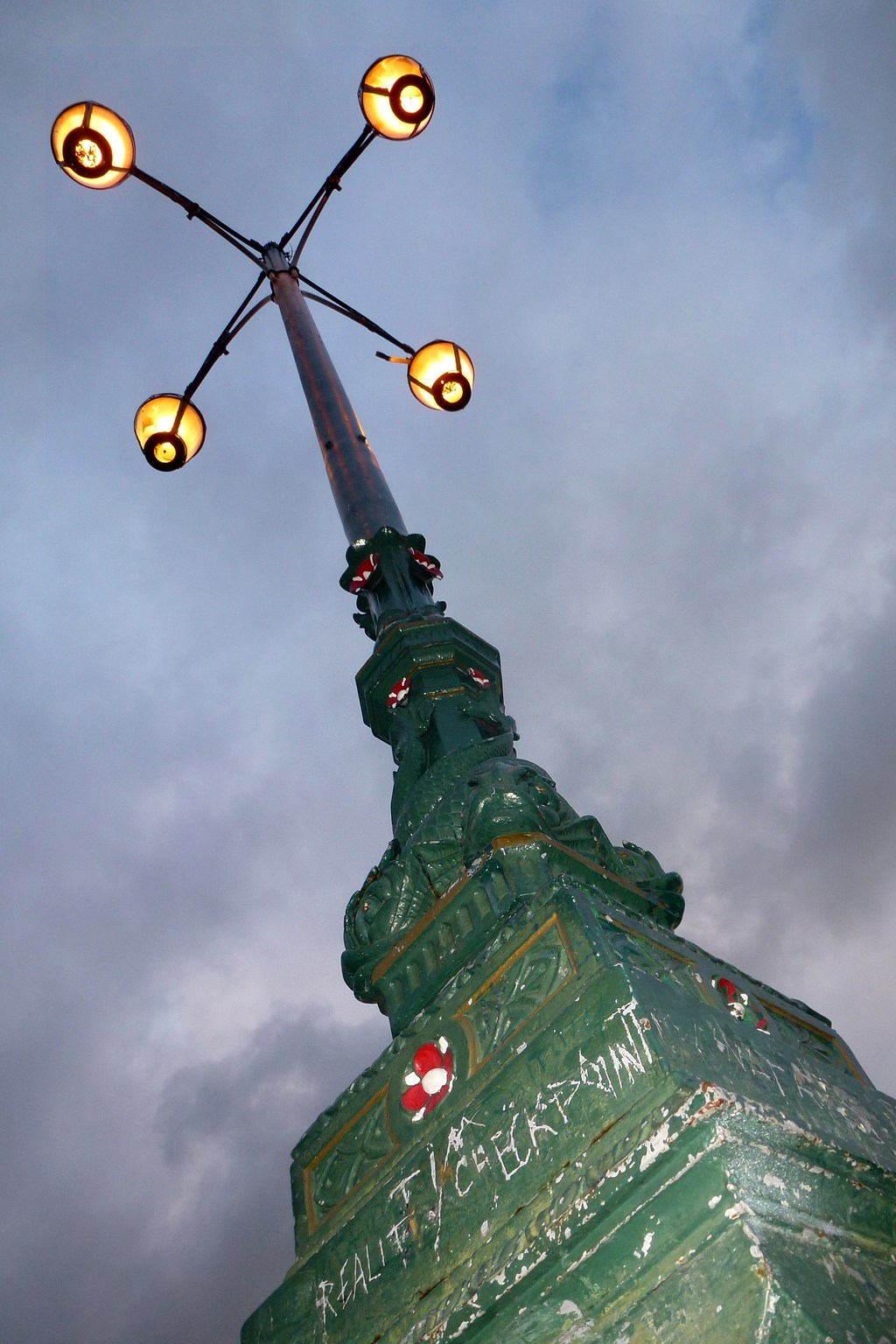
台座へのいたずら描きにリアリティ・チェックポイントとある

リアリティ・チェックポイント(Reality Checkpoint)とは、イギリスのケンブリッジにあるパーカーズ・ピース公園に立つ鉄製の街灯のことである。園内を斜めに走る二本の道の交差点に設置されている。

## 由来
「リアリティ・チェックポイント」（現実との対峙点）という名称の由来については大きく4つの説がある。
1. この街灯は「実体なき世界」（『リアリティ・バブル』）とも称されるケンブリッジ大学の中心エリアと、「現世」としての非アカデミックな周縁世界との境界ともいうべき場所に立っているからである。警句にいわく、通りすぎる前に己にとっての現実という言葉の意味を確かめよ、と[4]。日も暮れた頃にミルロードの居酒屋、つまりは「現世」から舞い戻ったケンブリッジの学生にとって、この街灯は「現世の祝祭」の終わり、「実体なき世界」への帰還を意味するからである。
2. 酔っぱらってか靄に迷ってか、夜に公園を横切ろうとする人にとって便利な目印だったことからこの名がついたのである。街灯は周囲で唯一の明かりだったためだ[要出典]。
3. 公園の端にあった警察署を通る前に、酔っ払った学生ないし一般人がしらふのように歩けることをこの街灯の下で自分に言い聞かせていたからである[5][要出典]。
4. この街灯は交差する二本の道のちょうど中央に位置しており、「現実」に気づかなかった人間はそのまま柱にぶつかるであろうことから、つまりは「リアリティ・チェックポイント」の名が付いた[要出典]。

## 歴史
この街灯の歴史は1860年まで遡る。もともとはガス灯でその後電気に切り替えられたとされており、ケンブリッジ最古の電灯ともいわれている。
台座の上にあしらわれた魚から先の柱は対日戦勝に昂揚するアメリカ人兵士によってVJ Dayに壊されてしまっており、現在の柱は地元の金属加工会社であるジョージ・リスター・アンド・サンズが1947年に修復したものである。つまりこの柱は親方のサム・メイソンと弟子のトニィ・チャリスがつくりあげた作品であり、街灯の頂部にあたる渦巻き細工を手がけたのも彼らである。1903年に撮影された写真からはこの街灯にはもともとランプが一つしかなかったことがうかがわれ、その後の意匠は1947年の修復によるものであると考えられる。
1996年にこの街灯はグレード2の保存建築指定を受けた。

## 名称
一説によると「リアリティ・チェックポイント」という名称は、1970年代初めにケンブリッジシャー・カレッジ・アーツ・アンド・テクノロジー（後のアングリア・ラスキン大学）のとあるガイダンスに出席した学生が街灯に書き込んだものが初出である。
この名はケンブリッジ市議会によって消さたり別の落書きに上塗りされながら、繰り返し柱に書き込まれてきた。1998年に同市が除去するまで、この言葉が名札として街灯にかけられていたほどである。
コメディアンのベン・ミラーは、BBC Twoのドキュメンタリーでこの街灯を扱っている。この映像では、街灯の少なくとも2か所において「リアリティ・チェックポイント」という言葉が書き込まれていたことが確認できる。